# Beppo Beyerl
Beppo Beyerl (* 16. listopadu 1955, Hadersdorf, Vídeň) je rakouský spisovatel.

## Životopis
Studoval na Schottengymnasium a poté slavistiku a žurnalistiku ve Vídni. Psal reportáže pro vídeňské noviny o České republice, Polsku a Rusku. V roce 2013 putoval z Vídně do Terstu. Je členem Österreichischer Schriftstellerverband, Grazer Autorenversammlung a Die Kogge.
Žil od roku 1983 jako spisovatel na volné noze ve Vídni- Hernals a od roku 1992 do roku 1999 v Dobersbergu a od roku 1999 ve Vídni-Meidlingu.

## Dílo
- spoluautoři Klaus Hirtner, Gerald Jatzek: Flucht. Reportagen aus subjektiver Sicht. Verlag Jungbrunnen, Wien 1991, ISBN 3-7026-5646-4.
- Eckhausgeschichten. Neuer Breitschopf-Verlag, Wien 1992, ISBN 3-7004-0191-4.
- spoluautoři Gerald Jatzek, Klaus Hirtner: Wienerisch. Das andere Deutsch. Rump Verlag, Lingen/Ems 1995, ISBN 3-89416-269-4.
- Die Wiener Krankheit. Ein Tagebuch. Resistenz Verlag, Linz 2000, ISBN 3-85285-056-8.
- Geschichten aus dem Abseits. 19 Streifzüge von Ost nach West. Verlag der Theodor Kramer Gesellschaft, Wien 2001, ISBN 3-901602-14-3.
- Die Beneš-Dekrete. Zwischen tschechischer Identität und deutscher Begehrlichkeit. Promedia Verlag, Wien 2002, ISBN 3-85371-194-4.
- Hüben und Drüben: Geschichten von Grenzgängern Sonderzahl Verlag, Wien 2006, ISBN 978-3-85449-259-7.
- Als das Lügen noch geholfen hat. Roman, Molden-Verlag, Wien 2007, ISBN 978-3-85485-215-5.
- Wiener Reportagen: Band 1: Einst & Heute. edition moKKa, Wien 2008, ISBN 978-3-902693-03-7.
- Wiener Reportagen: Band 2: Wege. edition moKKa, Wien 2009, ISBN 978-3-902693-08-2.
- Der Naschmarkt. Wege durch Wiens kulinarisches Herz. edition moKKa, Wien 2009, ISBN 978-3-902693-22-8.
- Achtung Staatsgrenze. Auf den Spuren des „Eisernen Vorhanges“. Löcker Verlag, Wien 2009, ISBN 978-3854095224.
- spoluautoři Gerald Jatzek, Manfred Chobot: Der Hund ist tot. Grätzelgeschichten aus 24 Wiener Bezirken. Löcker Verlag, Wien 2012, ISBN 978-3-85409-617-7.
- Die Straße mit 7 Namen. Von Wien nach Triest. Löcker-Verlag, Wien 2013, ISBN 978-3-85409-650-4.
- spoluautor Manfred Chobot: Die Straßen des vergänglichen Ruhms. Dichter auf dem Wiener Stadtplan. Löcker-Verlag, Wien 2014, ISBN 978-3-85409-709-9.
- "26 Verschwindungen, von Arbeiterzeitung bis Ziegelbehm", Löcker-Verlag, Wien 2014, ISBN 978-3-85409-729-7.